# خوارس
خوارس روستایی از توابع بخش مرکزی شهرستان کرج در استان البرز ایران است. زبان رایج در روستای خوارس  پارسی اشکانی است.
این روستا در مسیر جاده آتشگاه به نوجان در ۱۸ کیلومتری شمال غربی کرج و فرعی دوران - خوارس قرار دارد. برای رفتن به این روستا می بایست از باغستان به روستای آتشگاه و از آنجا به روستای خوارس رفت.

## جمعیت
این روستا در دهستان ساوجبلاغ قرار دارد و براساس سرشماری مرکز آمار ایران در سال ۱۳۹۵، جمعیت آن ۳۰ نفر (۵خانوار) بوده است‌. خانواده های قدیمی و اصیل این روستا خانواده های کشاورز و ایزدبین و خدابین میباشد.